# アシュラシンドローム
アシュラシンドローム（Asura Syndrome）は、日本のロックバンド。2010年結成。

## メンバー

### 現メンバー
- 青木 亞一人（あおき あいと、1982年4月15日（42歳） - ）：Vo.
結成から現在まで在籍している唯一のオリジナルメンバー。
TM NETWORKからの影響を公言しており、「小室お師匠とTMがいなければ音楽はやってなかった」と語っている。
TM好きが高じて「TM NEET WORK」という楽曲を制作しているほか、ライブでは『GET WILD』のカバーをする事が多々ある。
ライブではボーカルしか行わないが、ギター・キーボード・ドラムも一通り演奏できるマルチプレイヤーでもある。
- NAGA（ナガ、1977年9月24日（47歳） - ）：Gt.
2012年加入。バンド運営を一手に担当しており、自主レーベル「キューセッキンレコーズ」の社長も務める。ハンサム兄弟、ラ・ヴィダ・インエスペラダでもギターを担当。
- NAOKIX（ナオキ、1985年10月11日（39歳） - ）：Ba.
2017年加入。韓流セレブレイト、ラ・ヴィダ・インエスペラダでもベースを担当。

### 元メンバー
2021年現在まで計12人以上が加入・脱退しており、入れ替わりが激しい。ここでは氏名の公表されている者のみを掲載する。
- 中鉢 優香（なかばち ゆか、1983年12月8日 - 2021年4月2日（37歳没））：Ba.
2010 - 2012年在籍。ガールズバンドこけしDollにも中鉢侑希名義で在籍しているほか、藍井エイルなどのサポートミュージシャンとしての活動も行っていた。転移性脳腫瘍で闘病していたが、2021年4月死去。[1]
- ISHIMARU（イシマル、1973年11月4日（51歳） - ）：Dr.
本名、石丸 寿幸（いしまる としゆき）。2011 - 2012年在籍。1996 - 2010年まではSNAIL RAMPでもドラムを担当。
- カズマ（1986年7月24日（38歳） - ）：Dr.
本名、大津 一真（おおつ かずま）。2016 - 2020年在籍。I love you Orchestraでもドラムを担当。現在はKILLERBONZEのドラマー。

### サポート
- TAKA-P（タカピー）：Ba.
ナオキ加入前の2013 - 2017年までバンドをサポート。デブパレード及びハンサム兄弟のメンバーで、NAGAとは20年来の付合いがある。現在は高円寺にてバーを経営。
- アツシ：Key.
- 高志宮殿下：Dr.
- ユージ・レルレ・カワグチ：Dr.
- JP青木：作詞
本名、青木 昭徳（あおき あきのり）。亞一人の実父。2020年9月8日死去。
- マーシー : Dr. (→SCHOOL←)

## 略歴
- 2010年 - 青木亞一人(Vo)と中鉢優香(Ba)を中心に札幌で結成。「THE METEOR PLANET」リリース。
- 2011年 - 上京し、東京に活動の場を移す。
- 2012年 - 「AsuraSyndrome」リリース。中鉢(Ba)、ISHIMARU(Dr)が脱退して、メンバーが青木(Vo)だけになる。
- 2013年 - Naga(Gt)が加入して再始動し「HereMe」、「HereMe2」、「JP青木」をリリース。
- 2014年 - シングル「山の男は夢を見た/heyboy」リリース。青ばんの販売を開始。
- 2015年 - 1stミニアルバム「親父越え〜息子編〜」リリース。初のワンマンライブを中野新橋で開催。
- 2016年 - 2ndミニアルバム「親父越え〜親父編〜」リリース。8月にカズマ(Dr)が加入。
- 2017年 - カラオケJOYSOUNDで「月はメランコリックに揺れ」「ごはんといっしょ青ばん」「山の男は夢を見た」が配信開始。事後承諾ながら「山の男は夢を見た」が柏レイソル サポーターの応援歌になる。3rdミニ・アルバム「次回予告 俺たちが売れたのは、全部お前たちのせいだ」発売。9月にNaokix(Ba)加入。タワーレコード1000枚限定シングル「男が女を歌うとき」発売。
- 2018年 - カラオケDAM、JOYSOUNDで「男が女を唄うとき」が配信開始。4thミニ・アルバム「俺たちが売れたのは、全部お前たちのせいだ。」発売。8月、Zepp Sapporoにて打首獄門同好会との2マンライブを開催。
- 2019年 - 5thミニ・アルバム「ロールプレイング現実」発売。3月、北海道で初のワンマンライブ開催、ソールドアウトを達成。8月、RISING SUN ROCK FESTIVALに初出演。シングル「Over the sun」リリース。
- 2020年 - 6thミニ・アルバム「ENCOUNTER」発売。12月にカズマ(Dr)が脱退。
- 2021年 - シングル「AngerFireBomb!!」と1stフルアルバム「RE:RECORDING」発売。青木亞一人の北海道転居に伴い、年末からしばらく充電期間に入ることを宣言。NagaとNaokixは新バンド、La vida inesperada（ラ・ヴィダ・インエスペラダ）の活動を開始。
- 2022年 - 札幌の青木も、Tukisamu Mutton Network（月寒マトンネットワーク）を結成して活動開始。アシュラシンドロームも活動再開。
- 2023年 - 3年ぶりの7thミニ・アルバム「サンザメクパレード」のリリースとツアーをおこなう。

## ディスコグラフィ

### シングル
- 山の男は夢を見た / heyboy - 2014年7月24日発売（ライブ会場＆通販限定発売）
  - 《収録曲》
    - 01:山の男は夢を見た
    - 02:heyboy

- 男が女を唄うとき - 2017年11月8日発売(タワーレコードで1000枚限定発売)
  - 《収録曲》
    - 01:男が女を唄うとき
    - 02:Live Kids Everyday
    - 03:真紅なる人生 demo ver.

- Over the Sun - 2019年10月5日発売(ライブ会場＆通販限定発売)
  - 《収録曲》
    - 01:Over the Sun
    - 02:IN THIS…DIE!?
    - 03:SURVIVOR

- AngerFireBomb!! - 2021年6月4日発売(ライブ会場＆通販限定発売)
  - 《収録曲》
    - 01:Anger Fire Bomb!! 2021ver.
    - 02:Daring Darling 2021ver.
    - 03:旅人の行方 2021ver.

### 廃盤
- THE METEOR PLANET - 2010年発売
  - 《収録曲》
    - 01:The Metero Planet
    - 02:ウイスキー・コーク・ブランデー・STRIKE!!!
    - 03:Baby Dead Star
    - 04:運命の少女
- HERE ME - 2013年発売
  - 《収録曲》
    - 01:AngerFireBomb!!
    - 02:旅人の行方
    - 03:Starlight blues
    - 04:M.H.H.(Mountain Hill House)～麗しの山岡屋～
- HERE ME2  - 2013年発売。
  - 《収録曲》
    - 01:Mr.Paradice
    - 02:daring'darling
    - 03:空間Feedback
    - 04:Blizzard(吹雪)
- JP青木 - 2013年発売（ライブ会場限定発売）。
  - 《収録曲》
    - 01:Big thunder(雷)
    - 02:Winner(勝利者)
    - 03:一目惚れ Love at first sight
    - 04:Big city the night(夜の都会)

### ライブDVD
- 超メテオストロームＺ　売れる予感 - 2017
- 俺たちが売れたのは全部お前たちのせいだ。 - 2018
- プラトニックファッションツアー - 2019
- RE:RECORDING TOUR - 2021

## 備考
- 打首獄門同好会と親交が深く、ワンマンライブや放送企画「10獄放送局」にゲスト出演をしている。
- その他、バックドロップシンデレラやオメでたい頭でなによりとも親交が深い。
- 青木の父であるJP青木が手掛ける食品「青ばん」が大ヒット。ライブはもちろん、岩下の新生姜ミュージアムなどで買うことができる。JPの死後は青木自身が製作を手がけている。

## 主なライブ

### ワンマンライブ・主催イベント
| 開催日                   | タイトル                                                               | 備考                                                      |
| ------------------------ | ---------------------------------------------------------------------- | --------------------------------------------------------- |
| 2017年4月15日            | アシュラシンドローム presents ～青木亞一人 生誕35周年～                | ＠池袋LiveGarage ADM w/I love you Orchestra, RED EARTH    |
| 2017年11月16日           | アシュラシンドロームpresents「メテオストリームアタック!!」             | ＠TSUTAYA O-WEST w/オメでたい頭でなにより, 打首獄門同好会 |
| 2018年4月18日〜8月3日    | アシュラシンドロームpresents 俺売れツアー                              |                                                           |
| 2018年7月10日            | 8月3日渋谷QUATTROワンマンを考察する会                                  | ＠池袋LiveGarage ADM w/赤飯, KenKen, 豊島"ペリー来航"渉   |
| 2018年8月3日             | アシュラシンドロームpresents "俺売れツアー ～全部お前たちのせいだ。～" | ＠渋谷CLUB QUATTRO                                        |
| 2018年12月14日           | 「俺売れ」ツアー ～DVDリリース編～TOUR FINAL                           | ＠渋谷Star lounge w/Su凸ko D凹koi, ぜんぶ君のせいだ。     |
| 2019年3月30日〜5月25日   | 「ロールプレイング現実」ツアー2019                                     |                                                           |
| 2019年10月5日〜12月21日  | プラトニックパッションツアー                                           |                                                           |
| 2019年10月11日〜11月16日 | アルティメットパッションツアー                                         |                                                           |
| 2019年11月20日〜12月13日 | ギャラクティカパッションツアー                                         |                                                           |
| 2023年6月25日〜7月28日   | アシュラシンドローム pre 『サンザメクツアー』                          |                                                           |